# Curium(III)-oxalat
Curium(III)-oxalat ist das Oxalsäuresalz des Elements Curium. Das Decahydrat besitzt die Summenformel Cm2(C2O4)3 · 10 H2O.

## Darstellung
Curium(III)-oxalat bildet sich, wenn wässrige Curium(III)-Lösungen mit Oxalsäure versetzt werden.
{\displaystyle \mathrm {2\ Cm^{\,3+}\ +3\ H_{2}C_{2}O_{4}+\ 10\ H_{2}O\longrightarrow 2\ Cm_{2}(C_{2}O_{4})_{3}\ {\text{·}}\ {10}\ H_{2}O\ +6\ H^{\,+}} }

## Eigenschaften
Das Decahydrat dehydratisiert schrittweise im Vakuum, indem es bei 280 °C in die wasserfreie Form übergeht. Wird es auf 360 °C weiter erhitzt, entsteht das Carbonat.
{\displaystyle \mathrm {Cm_{2}(C_{2}O_{4})_{3}\ {\text{·}}\ {10}\ H_{2}O\ {\xrightarrow {280\,{}^{\circ }C}}\ Cm_{2}(C_{2}O_{4})_{3}+10\ H_{2}O} }
{\displaystyle \mathrm {Cm_{2}(C_{2}O_{4})_{3}\ {\xrightarrow {360\,{}^{\circ }C}}\ Cm_{2}(CO_{3})_{3}+3\ CO_{2}} }
Das hydratisierte Oxalat ist in wässrigen Alkalimetallcarbonatlösungen löslich. Die Löslichkeit nimmt in der Hitze stark zu.
Frisch filtriertes 244Curiumoxalat unterliegt aufgrund der hohen Radioaktivität innerhalb weniger Stunden einer Radiolyse unter Bildung des Carbonats, was durch Gasentwicklung nach Auflösen in Säure nachgewiesen werden konnte.

## Verwendung
Curiumoxalat wird routinemäßig zur Darstellung von Curium(IV)-oxid (CmO2) über Curium(III)-hydroxid (Cm(OH)3) herangezogen.
Des Weiteren können Curium-Ionen, die durch lange Lagerung Verunreinigungen an Plutonium und Americium aufweisen, durch Oxalatfällung aus ihren Lösungen in sehr hohen Ausbeuten (bis 99,4 %) zurückgewonnen werden.

## Sicherheitshinweise
Einstufungen nach der CLP-Verordnung liegen nicht vor, da sich diese nur auf die chemische Gefährlichkeit bezieht. Curium und seine Verbindungen sind hochradioaktiv und müssen daher unter höchster Vorsicht gehandhabt werden.